# Nurmagomed Magomedsandowitsch Schanawasow
Nurmagomed Magomedsandowitsch Schanawasow (russ.: Нурмагомед Магомедсандович Шанавазов; * 19. Februar 1965 in Machatschkala, Dagestanische ASSR) ist ein ehemaliger sowjetischer Boxer. 

## Boxkarriere
Schanawasow gewann 1985 in Budapest die Europameisterschaft mit Siegen gegen Stanisław Łakomiec, Petre Bornescu, Pero Tadić und Markus Bott, sowie mit siegreichen Kämpfen gegen Riddick Bowe, Roberto Oviedo und Egerton Marcus auch den Weltcup in Seoul. 1986 folgte sein Sieg bei den ersten Goodwill Games in Moskau.
Bei den Olympischen Spielen 1988 in Seoul verlor er erst im Finalkampf gegen Andrew Maynard, nachdem er zuvor Damir Škaro (WO), Andrea Magi (5:0), Markus Bott (5:0) und Patrick Lihanda (3:2) besiegt hatte. Er wurde damit neben Wjatschaslau Janouski, der Gold im Halbweltergewicht gewann, der einzige sowjetische Finalist dieser Spiele.
1989 gewann er eine Bronzemedaille bei der Weltmeisterschaft in Moskau, nachdem er im Halbfinale gegen Henry Maske ausgeschieden war. Zuvor hatte er Niels Madsen und Terry McGroom geschlagen.
1990 bestritt er noch drei Profikämpfe, ehe er seine Boxkarriere beendete.